# Pánico
Pánico é uma banda de rock alternativo, rock psicodélico e pós-punk chilena, sediada em Paris, França.